# Ode au vent d'ouest
Ode au vent d'ouest est un concerto pour violoncelle et orchestre de Hans Werner Henze d'après le poème homonyme de Percy Shelley. Les cinq sections du concerto réparties en trois mouvements correspondent aux cinq strophes du poème.

## Structure
1. Introduction
2. Sonata
3. Variations
4. Funeral music
5. Apotheosis